# Dyskografia Shelly’ego Manne’a

## Albumy nagrane w charakterze lidera i współlidera (wybór)
| Nagrany | Wydany | Album                                               | Wykonawca - lider                                                  | Wytwórnia                           |
| ------- | ------ | --------------------------------------------------- | ------------------------------------------------------------------ | ----------------------------------- |
| 1952    |        | Here's That Manne                                   | Shelly Manne Septet                                                | Dee Gee                             |
| 1953-55 |        | The West Coast Sound                                | Shelly Manne & His Men                                             | Contemporary                        |
| 1954    |        | The Three and The Two                               | Shelly Manne, Jimmy Giuffre, Shorty Rogers & Russ Freeman          | Contemporary                        |
| 1956    |        | Swinging Sounds                                     | Shelly Manne & His Men                                             | Contemporary                        |
| 1956    |        | More Swinging Sounds                                | Shelly Manne & His Men                                             | Contemporary                        |
| 1956    |        | My Fair Lady                                        | Shelly Manne & His Friends                                         | Contemporary                        |
| 1957    |        | Li'l Abner                                          | Shelly Manne & His Friends                                         | Contemporary                        |
| 1957    |        | New Works                                           | Shelly Manne & His Men                                             | Contemporary                        |
| 1957    |        | Concerto for Clarinet & Combo                       | Shelly Manne & Bill Smith                                          | Contemporary                        |
| 1957    |        | Pool Winners, The                                   | Barney Kessel, Shelly Manne, Ray Brown                             | Contemporary                        |
| 1958    |        | Pool Winners Ride Again!, The                       | Barney Kessel, Shelly Manne, Ray Brown                             | Contemporary                        |
| 1958    |        | Bells are Ringing                                   | Shelly Manne & His Friends                                         | Contemporary                        |
| 1958    |        | The Gambit                                          | Shelly Manne & His Men                                             | Contemporary                        |
| 1959    |        | At The Black Hawk                                   | Shelly Manne & His Men                                             | Contemporary (5 CD)                 |
| 1959    |        | Shelly Manne & His Men Play Peter Gunn              | Shelly Manne & His Men                                             | Contemporary                        |
| 1959    |        | Son of Gunn!                                        | Shelly Manne & His Men                                             | Contemporary                        |
| 1960    |        | The Proper Time                                     | Shelly Manne & His Men                                             | Contemporary (muzyka z filmu)       |
| 1960    |        | Yesterday: Live in Europe                           | Shelly Manne & His Men                                             | Pablo                               |
| 1960    |        | Pool Winners Three!                                 | Barney Kessel, Shelly Manne, Ray Brown                             | Contemporary                        |
| 1961    |        | At The Manne Hole                                   | Shelly Manne & His Men                                             | Contemporary (2 CD)                 |
| 1961    |        | Checkmate                                           | Shelly Manne & His Men                                             | Contemporary                        |
| 1961-70 |        | Navy Swing                                          | Shelly Manne                                                       | Studio West                         |
| 1961    |        | Shelly Manne & Co                                   | Shelly Manne                                                       | Contact                             |
| 1962    |        | Sounds Unheard Of! (reed. jako Steps to the Desert) | Shelly Manne & Jack Marshall                                       | Contemporary                        |
| 1962    |        | 2-3-4                                               | Shelly Manne                                                       | Impulse!                            |
| 1962    |        | My Son the Jazz Drummer                             | Shelly Manne                                                       | Contemporary                        |
| 1962    |        | Empathy                                             | Bill Evans, Shelly Manne                                           | Verve                               |
| 1965    |        | That's Gershwin!                                    | Shelly Manne Quintet and Big Band                                  | Capitol Records                     |
| 1966    |        | Boss Sounds!                                        | Shelly Manne & His Men                                             | Atlantic Records                    |
| 1967    |        | Daktari                                             | Shelly Manne                                                       | Contemporary (muzyka do serialu TV) |
| 1967    | 1977   | Perk Up                                             | Shelly Manne                                                       | Concord                             |
| 1967    |        | Jazz Gunn                                           | Shelly Manne                                                       | Atlantic                            |
| 1968    |        | At Shelly's Manne-Hole                              | Michel Legrand, Ray Brown & Shelly Manne                           | Verve                               |
| 1969    |        | Young Billy Young                                   | Shelly Manne                                                       | United Artists (muzyka z filmu)     |
| 1969    |        | Sounds!                                             | Jack Marshall & Shelly Manne                                       | Capitol                             |
| 1970    |        | Outside                                             | Shelly Manne                                                       | Contemporary                        |
| 1970    |        | Alive in London                                     | Shelly Manne                                                       | Contemporary                        |
| 1973    |        | 'Mannekind                                          | Shelly Manne                                                       | Mainstream Records                  |
| 1974    |        | The Drum Sessions                                   | Louis Bellson, Shelly Manne, Willie Bobo & Paul Humphrey           | Philips                             |
| 1975    |        | Hot Coles                                           | Shelly Manne                                                       | Flying Dutchman                     |
|         | 1975   | Pool Winners Straight Ahead, The                    | Barney Kessel, Shelly Manne, Ray Brown                             | Original Jazz Classics              |
| 1975    |        | Scores!                                             | The L.A. Four (Laurindo Almeida, Bud Shank,Ray Brown,Shelly Manne) | Concord                             |
| 1975    |        | The Three (= Test of Tme, reed. z 2005)             | The Three: Joe Sample, Shelly Manne, Ray Brown                     | East Wind                           |
| 1976    |        | Sessions, live                                      | André Previn, Red Mitchell, Shelly Manne                           | Calliope                            |
| 1976    |        | Concierto De Aranjuez                               | The L.A. Four (Laurindo Almeida, Bud Shank,Ray Brown,Shelly Manne) | Concord Jazz                        |
| 1976    |        | Pavane pour une infante défunte                     | The L.A. Four (Laurindo Almeida, Bud Shank,Ray Brown,Shelly Manne) | West Wind                           |
| 1976    |        | Shelly Manne Plays Richard Rogers                   | Shelly Manne                                                       | Discovery                           |
| 1976    |        | The Manne We Love You                               | Shelly Manne & His Men                                             | East Words                          |
| 1977    |        | Going Home                                          | The L.A. Four (Laurindo Almeida, Bud Shank,Ray Brown,Shelly Manne) | West Wind                           |
| 1977    |        | Essence                                             | Shelly Manne                                                       | Galaxy                              |
| 1978    |        | Gemini                                              | Shelly Manne Trio                                                  | Yupiteru                            |
| 1978    |        | Crystalizations                                     | Shelly Manne                                                       | Pausa Records                       |
| 1979    |        | French Concert                                      | Shelly Manne Quartet & Lee Konitz                                  | Galaxy                              |
| 1980    |        | Double Piano Jazz Quartet in Concert at Carmelo's   | Shelly Manne                                                       | Trend (2 CD)                        |
| 1980    |        | Interpretation of Bach and Mozart                   | Shelly Manne Quartet                                               | Trend                               |
| 1981    |        | Hollywood Jam                                       | Shelly Manne & His Hollywood All Stars                             | Atlas Japan                         |
| 1981    |        | Fingerings                                          | Shelly Manne, Monty Alexander, Ray Brown                           | Atlas Japan                         |
| 1981    |        | Goodbye for Bill Evans                              | Shelly Manne                                                       | Polydor Japan                       |
| 1982    |        | One on One                                          | Shelly Manne & Russ Freeman                                        | Atlas Japan                         |
| 1984    |        | Remember                                            | Shelly Manne Trio                                                  | Jazzizz                             |
| 1984    |        | In Zurich                                           | Shelly Manne Trio                                                  | Fantasy Records                     |
| 1982    | 2001   | One on One (reed. z 1982)                           | Shelly Manne & Russ Freeman                                        | Contemporary                        |
| 1962    | 2004   | Steps to the Desert reed. Sounds Unheard Of !       | Shelly Manne & Jack Marshall                                       | Contemporary                        |

## Albumy nagrane w charakterze muzyka sesyjnego lub akompaniującego (wybór)
| Nagrany | Wydany | Album                                                             | Wykonawca - lider                                                  | Wytwórnia              |
| ------- | ------ | ----------------------------------------------------------------- | ------------------------------------------------------------------ | ---------------------- |
| 1949    |        | Lennie Tristano and Lee Konitz                                    | Lennie Tristano & Lee Konitz                                       | Prestige               |
| 1950    |        | Innovations in Modern Music                                       | Stan Kenton                                                        | Capitol Records        |
| 1950    |        | Easy Go                                                           | Stan Kenton                                                        | Capitol Records        |
| 1951    |        | City of Glass                                                     | Stan Kenton                                                        | Capitol Records        |
| 1951    |        | Portrait on Standards                                             | Stan Kenton                                                        | Capitol Records        |
| 1951    |        | Popo                                                              | Shorty Rogers Quintet & Art Pepper                                 | Xanadu                 |
| 1951    |        | Modern Sounds                                                     | Shorty Rogers and His Giants                                       | Capitol Records        |
| 1952    |        | Jazz Composers Workshop = Deep People (1993)                      | Bill Russo i in.                                                   | Savoy Records          |
| 1952-55 |        | Howard Rumsey's Lighthouse All-Stars                              | Howard Rumsey                                                      | Contemporary           |
| 1953    |        | Wild One, The                                                     | Leith Stevens (muz. z filmu)                                       | RCA Victor             |
| 1953    |        | Collaboration West = Evolution                                    | Teddy Charles                                                      | Prestige               |
| 1953    |        | Chet Baker Sings                                                  | Chet Baker                                                         | Pacific Jazz Records   |
| 1953    |        | The Trumpet Artistry of Chet Baker                                | Chet Baker                                                         | Pacific Jazz Records   |
| 1953    |        | Easy Like                                                         | Barney Kessel Quintet                                              | Contemporary           |
| 1953    |        | Barney Kessel Plays for Lovers                                    | Barney Kessel Quintet                                              | Contemporary           |
| 1953-54 |        | Chet Baker and Strings                                            | Chet Baker                                                         | Columbia               |
| 1953    |        | Cool and Crazy                                                    | Shorty Rogers and His Giants                                       | RCA Victor             |
| 1954    |        | The Bob Cooper Sextet                                             | Bob Cooper                                                         | Capitol                |
| 1954    |        | Little Man                                                        | Boots Mussulli Quartet                                             | Affinity               |
| 1954    |        | Shorty Rogers Courts the Count                                    | Shorty Rogers and His Giants                                       | RCA Victor             |
| 1954    |        | Barney Kessel Plays Standards                                     | Barney Kessel Quintet                                              | Contemporary           |
| 1954    |        | Ensemble                                                          | Chet Baker (arr. Jack Montrose)                                    | Pacific Jazz Records   |
| 1954    |        | West Coast Live                                                   | Chet Baker, Stan Getz                                              | Pacific Jazz Records   |
| 1954    |        | Jimmy Giuffre                                                     | Jimmy Giuffre                                                      | Capitol                |
| 1954    |        | Maynard Ferguson's Hollywood Party                                | Maynard Ferguson                                                   | EmArcy                 |
| 1954    |        | Jazz Immortal                                                     | Clifford Brown                                                     | Pacific Jazz Records   |
| 1954    |        | Clifford Brown Ensemble feat. Zoot Sims                           | Clifford Brown                                                     | Pacific Jazz Records   |
| 1954    | 1956   | Hollywood Party                                                   | Maynard Ferguson                                                   | EmArcy                 |
| 1954    |        | The Ouintets                                                      | Lennie Niehaus                                                     | Contemporary           |
| 1954    |        | The Octet = Zoundq                                                | Lennie Niehaus                                                     | Contemporary           |
| 1954    | 1954   | Dimensions Featuring Maynard Ferguson                             | Maynard Ferguson                                                   | EmArcy                 |
| 1955    |        | Duane Tatro's Jazz for Moderns                                    | Duane Tatro                                                        | Contemporary           |
| 1955    |        | Claire Austin Sings „When Your Lover Has Gone”                    | Claire Austin                                                      | Contemporary           |
| 1955    |        | Gone With The Woodwinds !                                         | Lyle Murphy                                                        | Contemporary           |
| 1955    |        | Now Spin This!                                                    | Mel Henke                                                          | Contemporary           |
| 1955    |        | Stan Getz and the Cool Sounds                                     | Stan Getz                                                          | Verve Records          |
| 1955    |        | Jazz Studio 4                                                     | Jack Millman                                                       | Decca                  |
| 1955    |        | Jack Montrose with Bob Gordon                                     | Jack Montrose, Bob Gordon                                          | Atlantic               |
| 1955    |        | Nobody Else But Me                                                | Betty Bennett                                                      | Atlantic               |
| 1955    |        | The Quintets and Strings                                          | Lennie Niehaus                                                     | Contemporary           |
| 1955    |        | Jackie and Roy                                                    | Jackie Cain & Roy Krall                                            | Storyville/Vogue       |
| 1954-55 | 1955   | Dimensions                                                        | Maynard Ferguson                                                   | EmArcy                 |
| 1955    |        | Maynard Ferguson Octet                                            | Maynard Ferguson Octet                                             | EmArcy                 |
| 1955-56 | 2005   | I Have But Two Horns                                              | Maynard Ferguson                                                   | Fresh Sound            |
| 1955    |        | The Swinging Mr. Rogers                                           | Shorty Rogers and His Giants                                       | Atlantic               |
| 1955    |        | Martians Stay Home                                                | Shorty Rogers and His Giants                                       | Atlantic               |
| 1956    |        | Rhythm Meets Rugolo                                               | Pete Rugolo                                                        | Mercury                |
| 1956    |        | Percussion at Work                                                | Pete Rugolo                                                        | Mercury                |
| 1956    |        | Martians, Come Back!                                              | Shorty Rogers and His Giants                                       | Atlantic               |
| 1956    |        | Way Up There                                                      | Shorty Rogers and His Giants                                       | Atlantic               |
| 1956    |        | Clickin' with Clax                                                | Shorty Rogers and His Giants                                       | Atlantic               |
| 1956    |        | Jimmy Giuffre Clarinet, The                                       | Jimmy Giuffre                                                      | Atlantic               |
| 1956    |        | Russ Freeman and Chet Baker Quartet                               | Russ Freeman, Chet Baker                                           | Pacific Jazz Records   |
| 1956    |        | Worth While Konitz                                                | Lee Konitz                                                         | Atlantic               |
| 1956    |        | Bongo Session                                                     | Mike Pacheco                                                       | Tampa Records          |
| 1956-57 |        | The Return of Art Pepper                                          | Art Pepper                                                         | Blue Note              |
| 1956-57 |        | The Artistry of Pepper                                            | Art Pepper                                                         | Pacific Jazz           |
| 1957    |        | Nice Day wit Buddy Collette                                       | Buddy Collette                                                     | Contemporary           |
| 1957    |        | Go West, Man!                                                     | Quincy Jones                                                       | His Master's Voice     |
| 1957    |        | Music to Listen to Red Norvo                                      | Red Norvo                                                          | Contemporary           |
| 1957    |        | Chasing Shadows                                                   | Jackie Davis                                                       | Capitol                |
| 1957    |        | Way Out West                                                      | Sonny Rollins                                                      | Contemporary           |
| 1957    |        | Jazz Giant                                                        | Benny Carter                                                       | Contemporary           |
| 1957    |        | Out of a Limb                                                     | Pete Rugolo                                                        | Mercury                |
| 1957    |        | Double Play!                                                      | André Previn & Russ Freeman                                        | Contemporary           |
| 1957    |        | Pal Joey                                                          | André Previn and His Pals                                          | Contemporary           |
| 1957    |        | Way Out West                                                      | Sonny Rollins                                                      | Contemporary           |
| 1958    |        | Sonny Rollins and The Contemporary Leaders                        | Sonny Rollins                                                      | Contemporary           |
| 1958    |        | Afro-Cuban Influence                                              | Shorty Rogers                                                      | RCA Victor             |
| 1958    |        | Gigi                                                              | André Previn and His Pals                                          | Contemporary           |
| 1958    |        | Four!                                                             | Hampton Hawes                                                      | Contemporary           |
| 1958    |        | Blues the Most                                                    | Hampton Hawes                                                      | Contemporary           |
| 1958    |        | Aspects                                                           | Benny Carter                                                       | Capitol                |
| 1958    |        | Swingin' The '20s                                                 | Benny Carter & Earl Hines                                          | Contemporary           |
| 1958    |        | Kessel Plays Carmen                                               | Barney Kessel                                                      | Contemporary           |
| 1958    |        | Thingd Are Swinging                                               | Peggy Lee                                                          | Capitol Records        |
| 1958    |        | I Like Men!                                                       | Peggy Lee                                                          | Capitol Records        |
| 1958    |        | Touch of Evil (muzyka z filmu)                                    | Henry Mancini                                                      | Universal              |
| 1958    |        | Music from Peter Gunn (muz. z serialu TV)                         | Henry Mancini                                                      | RCA Victor             |
| 1958    |        | Cannonball's Sharpshooters                                        | Julian Adderley                                                    | Mercury                |
| 1958    |        | I Want to Live! (muz. z filmu)                                    | Johnny Mandell                                                     | MGM                    |
| 1958    |        | Toast of the Nation's Critics, The                                | Ernestine Anderson                                                 | Mercury                |
| 1959    |        | West Side Story                                                   | André Previn and His Pals                                          | Contemporary           |
| 1959    |        | The Music from Richard Diamond (muz. z serialu TV)                | Pete Rugolo                                                        | Mercury                |
| 1959    |        | More Music from Peter Gunn                                        | Henry Mancini                                                      | RCA Victor             |
| 1959    |        | All Aglow Again!                                                  | Peggy Lee                                                          | Capitol Records        |
| 1959    |        | Some Like It Hot                                                  | Barney Kessel                                                      | Contemporary           |
| 1959    |        | In the Spotlight                                                  | Jackie Cain & Roy Krall                                            | Paramount              |
| 1959    |        | Tomorrow Is The Question!                                         | Ornette Coleman                                                    | Contemporary           |
| 1959    |        | Tain't Nobody's Biz-Ness If I Do                                  | Helen Humes                                                        | Contemporary           |
| 1959    |        | Folk Jazz                                                         | Bill Smith                                                         | Contemporary           |
| 1959    |        | Take Me Along                                                     | Marty Paich                                                        | RCA Victor             |
| 1959    |        | Come Dance with Me                                                | Frank Sinatra (Manne nie wynieniony)                               |                        |
| 1959    |        | Staccato (muz. z serialu TV)                                      | Elmer Bernstein                                                    | Decca                  |
| 1960    |        | Mr. Lucky (muz. z serialu TV)                                     | Henry Mancini                                                      | RCA Victor             |
| 1960    |        | The Mancini Touch                                                 | Henry Mancini                                                      | RCA Victor             |
| 1960    |        | Breakfast at Tiffany’s (muz. z filmu)                             | Henry Mancini                                                      | RCA Victor             |
| 1960    |        | Benny Rides Again                                                 | Benny Godman                                                       | Chess                  |
| 1960    |        | Fantastic Percussions                                             | Felix Slatkin                                                      | Liberty                |
| 1961    |        | Hatari (muz. z filmu)                                             | Henry Mancini                                                      | RCA Victor             |
| 1961    |        | Mr. Lucky Goes Latin                                              | Henry Mancini                                                      | Rca Victor             |
| 1961    |        | Combo                                                             | Henry Mancini                                                      | RCA Victor             |
| 1961    |        | Songs I Like to Sing                                              | Helen Humes                                                        | Contemporary           |
| 1961    |        | Maggie's Back in Town                                             | Howard McGhee                                                      | Contemporary           |
| 1961    |        | Ruth Price with Shelly Manne & His Men at the Manne-Hole          | Ruth Price                                                         | Contemporary           |
| 1962    |        | I Dig the Duke, I Dig the Count                                   | Mel Tormé                                                          | Verve Records          |
| 1962    |        | Viva Bossa Nova                                                   | Laurindo Almeida                                                   | Capitol                |
| 1962    |        | Ole Bossa Nova                                                    | Laurindo Almeida                                                   | Capitol                |
| 1962    |        | Alive                                                             | Lena Horne                                                         | RCA Victor             |
| 1962    |        | Lena Lovely                                                       | Lena Horne                                                         | RCA Victor             |
| 1962    |        | Jazz Waltz                                                        | Shorty Rogers                                                      | Discovery              |
| 1962    |        | Walk on the Wild Side (muz. z filmu)                              | Elmer Bernstein                                                    | CBS                    |
| 1963    |        | Mel Torme Sings Sunday in New York and Other Songs About New York | Mel Tormé                                                          | Atlantic               |
| 1963    |        | Round Midnight                                                    | Mel Tormé (Shorty Rogers & His Giants)                             | Stash                  |
| 1963    |        | Kinda Groovy                                                      | Jimmy Rowles                                                       | Capitol                |
| 1963    |        | Together!                                                         | Herb Ellis & Stuff Smith                                           | Koch                   |
| 1964    |        | Gone with the Wave                                                | Lalo Schifrin                                                      | Colpix                 |
| 1964    |        | May I Come In?                                                    | Blossom Dearie                                                     | Capitol                |
| 1965    |        | The Latin Sound of Henry Mancini                                  | Henry Mancini                                                      | RCA Victor             |
| 1966    |        | Arabesque (muz. z filmu)                                          | Henry Mancini                                                      | RCA Victor             |
| 1966    |        | A Simple Matter of Conviction                                     | Bill Evans                                                         | Verve                  |
| 1966    |        | Way ... Way Out (muz. z filmu)                                    | Lalo Schifrin                                                      | MGM                    |
| 1966    |        | The Venitian Affair (muz. z filmu)                                | Lalo Schifrin                                                      | MGM                    |
| 1966    |        | Whisper Not                                                       | Ella Fitzgerald                                                    | Verve                  |
| 1967    |        | Music from Mission: Impossible (muz. z serialu TV)                | Lalo Schifrin                                                      | Dot Records            |
| 1967    |        | Whisper Not                                                       | Ella Fitzgerald                                                    | Verve                  |
| 1967    |        | Right as the Rain                                                 | Leontyne Price, André Previn                                       | RCA                    |
| 1967    |        | Jaunty-Jolly!                                                     | Howard Roberts                                                     | Capitol                |
| 1967    |        | Lush Life = The Right to Love                                     | Nancy Wilson                                                       | Capitol                |
| 1967    |        | Portrait of Carmen                                                | Carmen McRae                                                       | Atlantic               |
| 1967    |        | Sound of the Seventies, The                                       | Tommy Vig                                                          | Milestone Records      |
| 1968    |        | Lumpy Gravy                                                       | Frank Zappa                                                        | MGM                    |
| 1968    |        | The Party (muz. z filmu)                                          | Henry Mancini                                                      | RCA Victor             |
| 1968    |        | There's a Whole Lalo Schifrin Goin' On                            | Lalo Schifrin                                                      | Dot                    |
| 1969    |        | I'll Catch the Sun!                                               | Sonny Criss                                                        | Prestige               |
| 1971    |        | Constant Throb                                                    | John Klemmer                                                       | Impulse!               |
| 1972    |        | With Love                                                         | Joe Williams                                                       | Temponic               |
| 1972    |        | Sarah Vaughan                                                     | Sarah Vaughan, Michel Legrand                                      | Mainstream Records     |
| 1974    |        | Hangin' Out with Henry Mancini                                    | Henry Mancini                                                      | RCA Victor             |
| 1974    |        | Skull Sessions                                                    | Oliver Nelson                                                      | RCA Victor             |
| 1974    |        | Superbop                                                          | Red Rodney                                                         | Muse                   |
| 1974    |        | Thanks, Dear                                                      | Kimiko Kasai                                                       | CBS Japan              |
| 1974    |        | Nostalgia                                                         | Yujiro Ishihara                                                    | Tiichiku               |
| 1975    |        | Stollen Moments                                                   | Oliver Nelson                                                      | East Wind              |
| 1975    |        | Living Legend                                                     | Art Pepper                                                         | Contemporary           |
| 1975    |        | Brass Fever                                                       | Brass Fever                                                        | ABC Records            |
| 1975    |        | Dumpy Mama                                                        | Sonny Stitt                                                        | Flying Dutchman        |
| 1975    |        | Bird and Dizzy: A musical Tribute                                 | Elek Bacsik                                                        | Flying Dutchman        |
| 1976    |        | At the Piano                                                      | Hampton Hawes                                                      | Contemporary           |
| 1976    |        | Small Change                                                      | Tom Waits                                                          | Asylum Records         |
| 1976    |        | Time is Running Out                                               | Brass Fever                                                        | Impulse!               |
| 1976    |        | On the Road                                                       | Art Farmer                                                         | Contemporary           |
| 1976    |        | Scott Joplin: interpretations 76                                  | Mike Wofford                                                       | Flying Dutchman        |
| 1977    |        | Foreign Affairs                                                   | Tom Waits                                                          | Asylum Records         |
| 1977    |        | Just for Fun                                                      | Hank Jones                                                         | Galaxy                 |
| 1977    |        | June Christy 1977                                                 | June Christy                                                       | Trio Records           |
| 1977    |        | In L.A.                                                           | Jimmy Kneper                                                       | Inner City             |
| 1977    |        | Trackin'                                                          | Lew Tabackin                                                       | RCA                    |
| 1978    |        | Breathe Easy                                                      | Cal Tjader                                                         | Galaxy Records         |
| 1978    |        | Together Again                                                    | Victor Feldman Trio                                                | Yupiteru               |
| 1978    |        | California Suite (muz. z filmu)                                   | Claude Bolling & Hubert Laws                                       | CBS Records            |
| 1979    |        | Easy to Love                                                      | Hank Jones                                                         | Lobster Kikaku         |
| 1979    |        | Back to BAck                                                      | Tiny Moore & Jethro Burns                                          | Kaleidoscope           |
| 1980    |        | A Different Kind of Blues                                         | Itzhak Perlman, André Previn, Jim Hall, Red Mitchell               | Angel Records          |
| 1980    |        | Walking in L.A.                                                   | Marc Hemmeler                                                      | Mainstream Records     |
| 1980    |        | Battle of Horns                                                   | Eddie Lockjaw Davis, D. Gillespie, I. Jacket, H. Land & Cal Tjader | East World             |
| 1981    |        | It's a Breeze                                                     | Itzhak Perlman, André Previn                                       | Angel Records          |
| 1981    |        | The Swinger                                                       | Zoot Sims                                                          | Pablo                  |
| 1981    |        | The Wildman Meets The Madman''                                    | Bobby Enriquez & Richie Cole                                       | GNP                    |
| 1981    |        | Sophisticated Lady, A                                             | Teresa Brewer                                                      | Columbia               |
| 1981    |        | George, Ira & Joe                                                 | Joe Pass                                                           | Original Jazz Classics |
| 1982    |        | Kansas City Breaks                                                | The John Lewis Group                                               | Finesse                |
| 1982    |        | One from the Heart                                                | Tom Waits                                                          | CBS Records            |
| 1982    |        | Kansas City Breaks                                                | John Lewis                                                         | Finesse                |
| 1982    |        | 'S Wonderful Live at Club House 33, Japan                         | Harry „Sweets” Edison                                              | Pablo                  |
| 1982    |        | Hardcore Jazz                                                     | Woody James                                                        | See Breeze             |
| 1983    |        | On the Corner                                                     | Zoot Sims                                                          | Pablo                  |
| 1983    |        | Re-Entry                                                          | Shorty Rogers and His Giants                                       | Atlas Japan            |
| 1983    |        | Rampal Plays Scott Joplin                                         | Jean-Pierre Rampal                                                 | CBS                    |
| 1983    |        | Tha's Delights                                                    | Bill Mays Quintet                                                  | Trend                  |
| 1984    |        | 2:00 AM Paradise Cafe                                             | Barry Manilow                                                      | Arista                 |
| 1984    |        | Lost in the Stars                                                 | Joe Sardaro                                                        | Catch My Drift Records |